# Dead Shape Figure
Dead Shape Figure ist eine finnische Melodic-Death- und Thrash-Metal-Band aus Helsinki, die im Jahr 2003 gegründet wurde.

## Geschichte
Die Band wurde im Jahr 2003 von Sänger Galzi Kallio, Bassist Neissu, Schlagzeuger A. Oxa und Gitarrist Juhani Flinck gegründet. Im Jahr 2005 kam Erno Talvitie als zweiter Gitarrist zur Band. Im Jahr 2004 erschien die EP Tomorrow Changes Nothing. Nachdem sie im folgenden Jahr ein Demo an diverse Labels verschickt hatten, verließ Oxa im Dezember 2005 die Band und wurde durch Mohkis ersetzt. Kurz darauf verließ auch Talvitie die Band und wurde durch Kride Lahti ersetzt. Im Jahr 2006 erschien die EP namens 6 × 9. Als Schlagzeuger kam Raikku Tuomikanto zur Besetzung. Nachdem die Band einen Vertrag bei Season of Mist erreicht hatte, erschien Mitte Mai 2008 das Debütalbum The Grand Karoshi. Das zweite Album The Disease of St. Vitus erschien im Jahr 2010 über Dynamic Arts Records.

## Stil
Die Band spielt eine Mischung aus Thrash- und Death-Metal, wobei aber auch Einflüsse von Bands wie In Flames, Soilwork und The Haunted hörbar sind.

## Diskografie
- 2004: Tomorrow Changes Nothing (EP, Eigenveröffentlichung)
- 2005: Promo 2005 (Demo, Satan Claus Records)
- 2006: 6 × 9 (Demo, Satan Claus Records)
- 2008: The Grand Karoshi (Album, Season of Mist)
- 2010: Face on the Nails (Single, Dynamic Arts Records)
- 2010: The Disease of St. Vitus (Album, Dynamic Arts Records)
- 2011: Dev!lle Ride (EP, Dynamic Arts Records)